# Sinnerite
La sinnerite è un minerale.